# صلاح ذو الفقار
صلاح ذو الفقار (18 يناير 1926 – 22 ديسمبر 1993) ممثل ومنتج أفلام مصري، بدأ حياته المهنية كضابط شرطة في الشرطة المصرية، قبل أن يصبح ممثلًا في عام 1956. يُعتبر أحد أبرز الممثلين في تاريخ السينما المصرية. قدَّم ذو الفقار العديد من الأعمال الهامة في تاريخ السينما والمسرح والتليفزيون خلال مسيرة فنية استمرت سبعةً وثلاثين عامًا. في عام 1996، في مئوية السينما المصرية، تم اختيار عشرة من أفلامه كممثل وخمسة من أفلامه كمنتج في قائمة أفضل مئة فيلم مصري في استفتاء النقاد.

## بداية حياته
ولد صلاح الدين أحمد مراد ذو الفقار في 18 يناير 1926 في مدينة المحلة الكبرى لأبوين من القاهرة وتحديدًا من حي العباسية. فوالده الأميرالاي (عميد) أحمد مراد بك ذو الفقار كان من كبار رجال وزارة الداخلية ووالدته "نبيلة هانم ذو الفقار". كان صلاح متفوقاً في دراسته وكان رياضياً وهو أحد أبطال مصر في الملاكمة وحصل على بطولة كأس الملك في الملاكمة (وزن الريشة) عام 1947. التحق صلاح ذو الفقار في البداية بكلية الطب جامعة الإسكندرية وذلك إرضاءاً لوالده الذي كان يتمنى أن يصبح صلاح طبيبا مثل جده لكن بعد مرض والده حوّل أوراقه إلى أكاديمية الشرطة حتى يكون بجواره، وتفوق فيها علميًا ورياضيًا.

## عمله في الشرطة
تخرج صلاح ذو الفقار من أكاديمية الشرطة (كلية البوليس) في عام 1946، ثم عمل في مديرية أمن المنوفية ثم في مصلحة السجون وتحديدا سجن مصر وتم تعيينه مدرسا في أكاديمية الشرطة منذ عام 1949.

### علاقته بالسادات
كان يعمل صلاح ذو الفقار ضابطا في سجن مصر وكان محمد أنور السادات مسجون في ذلك الوقت بسبب قضية اغتيال أمين عثمان، وكان هو الضابط المسئول في السجن. كان ذو الفقار مؤمنًا في قرارة نفسه ببطولة محمد أنور السادات وأنه قام بدور وطني تجاه بلده رغم أنه مسجون وذو الفقار هو الضابط المكلف بحراسته هو وباقي المتهمين في القضية إلا أنه كان يساعدهم ويعاملهم معاملة حسنة لأنهم مساجين سياسيين ولقناعته أنهم سجنوا بسبب حبهم لوطنهم. كان صلاح يحضر معه الطعام والجرائد والسجائر للسادات، وساعد أسرته للحصول على تصريح بالزيارة للاطمئنان عليه.

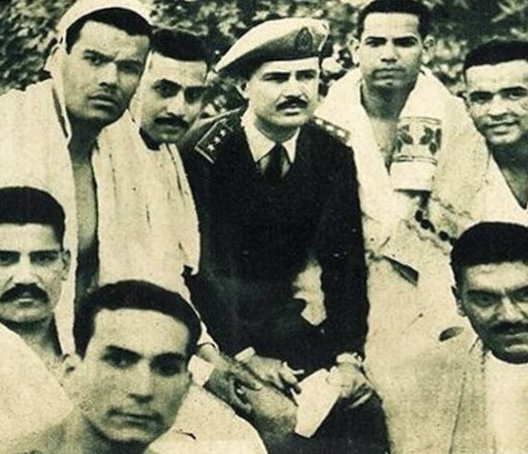
الرائد صلاح ذو الفقار وسط طلابه في السويس عام 1956

### معركة الإسماعيلية
صلاح ذو الفقار هو أحد المشاركين في معركة الإسماعيلية في 25 يناير 1952 التي ظهر فيها بسالة وشجاعة رجال الشرطة المصرية ضد المحتل البريطاني. في ذلك اليوم تم حصار قسم الشرطة الصغير المجاور لمبنى محافظة الاسماعيلية من قبل
قوات القوات المسلحة البريطانية بقيادة الجنرال البريطاني "أكسهام" وكان عددهم 7000 جندي إنجليزي مزودين بالأسلحة والدبابات ومدافع الميدان بينما كان عدد الجنود والضباط المصريين لا يزيد عن 800 جندي في الثكنات و 80 جندي داخل مبنى القسم والمحافظة مزودين بتسليح ضعيف لا يتعدى البنادق القديمة. رغم ذلك صمد رجال الشرطة في تلك المعركة وقاوموا بشجاعة واستشهد منهم 50 جندي وبقي 30 آخرون على قيد الحياة لكن مصابون ورغم ذلك يقاومون القصف حتى نفذت ذخيرتهم.
بعد انهيار جدران القسم ومبنى المحافظة طلب الإنجليز من الجنود والضباط المصريين الخروج من القسم مستسلمين رافعي الأيدي. رفضوا الاستسلام وقرروا المقاومة لآخر قطرة دماء وصنعوا بشجاعتهم ملحمة فداء ووطنية في حب مصر وكان صلاح ذو الفقار الضابط الصغير أحد الضباط الصامدون بتلك الموقعة الشهيرة عام 1952. وأصبح هذا اليوم 25 يناير من كل عام عيدا للشرطة في مصر.

### العدوان الثلاثي
عند قيام العدوان الثلاثي على مصر في أكتوبر 1956. أخذ صلاح ذو الفقار زمام المبادرة بقيادة 19 من طلابه في أكاديمية الشرطة وتطوعوا ككوماندوز يقاومون الهجوم الثلاثي للجيوش البريطانية والفرنسية والإسرائيلية. وحصل صلاح ذو الفقار على نوط الواجب العسكري من الطبقة الأولى من الرئيس جمال عبد الناصر تقديرًا لدوره الوطني.

## بدايته في السينما
كان صلاح ذو الفقار يذهب لمشاهدة تصوير الأفلام وهو صغير مع أشقائه الكبار المخرجين محمود ذو الفقار وعز الدين ذو الفقار وظهر في فيلمين وهو في مرحلة المراهقة وكانوا مع شقيقه الأكبر محمود ذو الفقار. في عام 1955 حاول شقيق صلاح ذو الفقار الأكبر المخرج عز الدين ذو الفقار إقناعه بالتمثيل، ولكن بحكم طبيعة عمله كان يرى صلاح استحالة لموافقة وزارة الداخلية على عمله في السينما. لكن مع إلحاح شقيقه عز الدين عليه للتمثيل في السينما وترشيح صلاح لدور بطولة أمام المطربة والممثلة شادية في فيلم عيون سهرانة. وافق صلاح وقدّم طلب لوزير الداخلية وبالفعل حصل صلاح ذو الفقار على تصريح استثنائي من وزير الداخلية للعمل في هذا الفيلم.

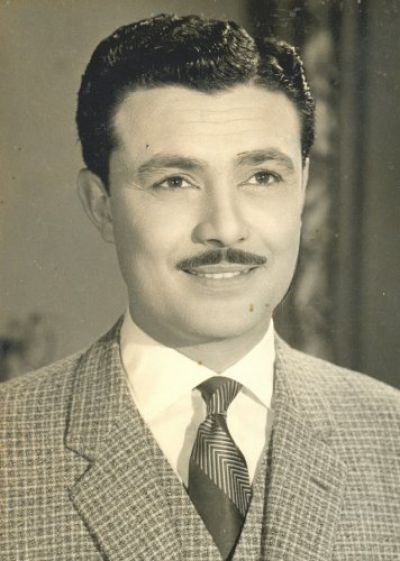
صلاح ذو الفقار

بدأ ذو الفقار في تلقّي دروسًا في الإلقاء على يد الفنان عبد الرحيم الزرقاني وكان أول فيلم له في السينما هو عيون سهرانة في عام 1956، بعدها قام صلاح ذو الفقار بأداء دور «حسين» ابن الريس عبد الواحد في فيلم رد قلبي في عام 1957 بخفة ظل وبساطة وكان هذا الدور هو جواز مروره للشهرة والنجومية. وانهالت عليه الأفلام بعد فيلم رد قلبي ولم يجد مفرا سوى الاستقالة من وزارة الداخلية وتمت الموافقة عليها في 27 يونيو 1957 ولكن نظراً لسجله الحافل في إحدى عشر عامًا وهي فترة خدمته بالشرطة، تم ترقية صلاح ذو الفقار لرتبة مقدم وإحالته للمعاش بقرار استثنائي من وزير الداخلية.
فور خروجه من الشرطة، عُيّن صلاح ذو الفقار مديرا تنفيذيًا لمنظمة تضامن الشعوب الأفريقية الآسيوية والتي كان رئيسها محمد أنور السادات في ذلك الوقت وسكرتيرها يوسف السباعي، لكنه لم يستمر طويلا في المنصب لانشغاله بإدارة شركة الإنتاج التي أسسها مع شقيقه عز الدين.

## الحياة الفنية

### السينما
اتجه صلاح ذو الفقار بعد ذلك إلى السينما، وتعددت أدواره وحققت أفلامه نجاحًا كممثل ومنتج وقدم أفلام ذات قيمة فنية عالية. يُعد أحد دنجوانات السينما وعمِل مع جميع نجمات السينما المصرية في عصرها الذهبي. كما حصل على العديد من الجوائز والتكريمات عن أدواره في السينما والتلفزيون والمسرح والإذاعة طوال مشواره الفني.
أول فيلم لصلاح ذو الفقار بعد رد قلبي كان فيلم جميلة للمخرج يوسف شاهين عام 1958. ثم في عام 1959 قدَّم صلاح ذو الفقار 6 أفلام منها فيلم نساء محرمات للمخرج محمود ذو الفقار وحب حتى العبادة للمخرج حسن الإمام ثم بين الأطلال والرجل الثاني للمخرج عز الدين ذو الفقار.
حقق صلاح ذو الفقار نجاحًا في فترة ستينات القرن العشرين بمجموعة من الأفلام المهمة، بدايةً من فيلم مال ونساء للمخرج حسن الإمام عام 1960 وشاركته بطولته الممثلة سعاد حسني والممثل القدير يوسف وهبي، وقدَّم شخصية "صلاح" الصحفي في فيلم إني أتهم من إخراج حسن الإمام وقام كذلك ببطولة فيلم لقمة العيش للمخرج نيازي مصطفى في نفس العام. وفي عام 1961 قام ذو الفقار ببطولة أفلام عديدة منها أنا وبناتي وقدَّم دور الشرير في هذا الفيلم وكذلك فيلم الحب كده أمام المطربة والممثلة صباح، ثم قدَّم شخصية "عادل رفعت" الذي كان يعمل في النصب ثم يتوب ويعمل عمل شريف في موعد في البرج عام 1962 والذي شاركته بطولته الممثلة سعاد حسني. وقدَّم شخصية "محمود" الزوج الذي يقرر إنشاء جمعية سرية لقتل الزوجات في الفيلم الكوميدي جمعية قتل الزوجات عام 1962 وحقق نجاحًا تجاريًا. ثم قام ببطولة فيلم القصر الملعون في نفس العام وهو من نوعية أفلام الرعب. ثم في عام 1963 قدَّم ذو الفقار شخصية القائد "عيسى العوام" في الناصر صلاح الدين ببراعة. وفي نفس العام، كان دور "دكتور حموده"، دكتور في حتي، في فيلم الأيدي الناعمة كوميديًا، ونال عنه جائزة الدولة الأولى في التمثيل، وكان الفيلم قد عُرض في مهرجان برلين السينمائي الدولي في العام التالي.
قدَّم صلاح ذو الفقار شخصية "عصام نور الدين" الزوج الذي يقرر الهرب من ملل حياته الزوجية ثم يعود في النهاية إلى زوجته في زوج في إجازة عام 1964. ثم قام ببطولة الفيلم الرومانسي أغلى من حياتي عام 1965 للمخرج محمود ذو الفقار ونال عنه جائزة الدولة الأولى في التمثيل،  وكان بداية الثنائي الأشهر مع الممثلة شادية في أفلام مراتي مدير عام في عام 1966 وكرامة زوجتي عام 1967 وحصل صلاح ذو الفقار على جائزة الدولة الأولى في التمثيل عن دوره في هذا الفيلم. وثالث أفلام الثنائي الشهير مع المخرج فطين عبد الوهاب كان عفريت مراتي عام 1968. في عام 1968 أيضًا، قدَّم صلاح ذو الفقار شخصية "شوقي" في الرجل الذي فقد ظله للمخرج كمال الشيخ ونال استحسان النقّاد عن دوره في هذا الفيلم. ثم قام ببطولة فيلم صباح الخير يا زوجتي العزيزة عام 1969 ونجاح هذا الفيلم شجع ذو الفقار على إعطاء الفرصة لجيل جديد من الممثلات في أفلامه في فترة السبعينات مثل الممثلات نيللي وميرفت أمين ونجلاء فتحي.

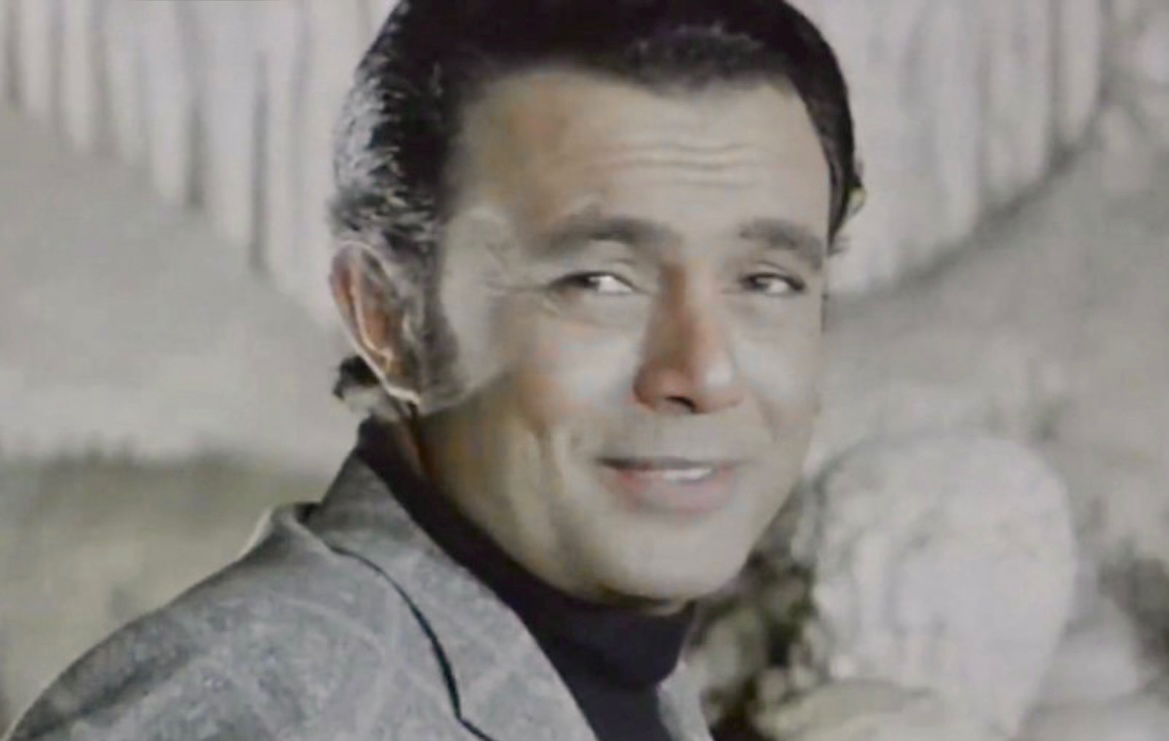
صلاح ذو الفقار

استمر نجاح صلاح ذو الفقار في فترة سبعينات القرن العشرين بمصر والوطن العربي. في عام 1970 قدَّم شخصية الطيار "أمين عاكف" الذي يرأس تنظيم وطني لمحاربة الاحتلال في فيلم غروب وشروق للمخرج كمال الشيخ. وقام كذلك ببطولة فيلم امرأة زوجي للمخرج محمود ذو الفقار في نفس العام، ثم قدَّم شخصية "فهمي فتح الله فتحي فتيحة" الذي يؤمن بالأبراج ويتحرك في حياته وفقها ثم يكتشف أنها خرافات في برج العذراء عام 1970. في عام 1972 قام ببطولة فيلم رجال بلا ملامح أمام الممثلة نادية لطفي. ثم قدَّم صلاح ذو الفقار أفلام عديدة في تلك الفترة بين مصر وسوريا ولبنان،  منها القتلة للمخرج أشرف فهمي عام 1971 وامرأة من نار عام 1971 وباريس والحب عام 1972 ودعوة للحياة عام 1972 وذكرى ليلة حب عام 1973 والرجل الآخر عام 1973 وفي الصيف لازم نحب عام 1974 وكانت أفلام ناجحة فقط من الناحية التجارية. ثم قدَّم شخصية "صادق" الموظف البسيط الذي يعيش صراع بين الحب والمصالح في فيلم دنيا عام 1974. وأكد صلاح ذو الفقار على موهبته كممثل يجيد جميع أنواع الأدوار في أكثر من فيلم،  مثل ظهوره الخاص لدقائق في شخصية «شكري» عضو مجلس الأمة الثائر في الكرنك للمخرج علي بدرخان عام 1975 وأيضًا عندما قدَّم شخصية "حافظ بيه" رئيس مجلس إدارة شركة المقاولات صاحب السلوك الوظيفي المنحرف في المذنبون للمخرج سعيد مرزوق والذي عُرض عام 1976. بعدها قدَّم أكثر من فيلم مثل مسافر بلا طريق للمخرج علي عبد الخالق عام 1978 ومرة جديدة يقدِّم ذو الفقار شخصية ضابط المباحث، "محمود" الذي يحقق في جريمة قتل في الرغبة والثمن عام 1978.
مع بداية ثمانينات القرن العشرين وتقدم صلاح ذو الفقار في العمر، بدأ في تقديم شخصيات لم يقدمها من قبل،  مثل شخصية المستشار "إسماعيل"، القاضي في زيارة سرية عام 1981،  والتي نال عنها جائزة الدولة الأولى في التمثيل. وفي نفس العام قام ببطولة فيلم لحظة ضعف وقدَّم شخصية مركبة للزوج والأب. وكان فيلم الطاووس عام 1982 للمخرج كمال الشيخ محطة مهمة حيث أنه حصل على جائزة الدولة الأولى في التمثيل عن دوره في الفيلم. في عام 1985 قدَّم شخصية "الشيخ حسونة" في الوداع يا بونابارت للمخرج يوسف شاهين. في منتصف الثمانينات ومع انتشار ظاهرة أفلام المقاولات في ذلك الوقت ، قلَّ إنتاج ذو الفقار السينمائي، وبدأ في البحث عن النصوص الأدبية لكبار كتّاب مصر وبالفعل وجد ما يبحث عنه  وقام ببطولة فيلم من فضلك وإحسانك عن قصة الأديب نجيب محفوظ عام 1986 وكان بداية لأفلام عديدة، مثل آسف للإزعاج عام 1988 عن قصة الكاتب أنيس منصور وغيرها. ثم قدَّم صلاح ذو الفقار شخصية "الحاج عبد الرحيم" التاجر المتشدد دينيًا في أيام الرعب عن قصة جمال الغيطاني وإخراج سعيد مرزوق عام 1988، وقدَّم ببراعة شخصية "حسنين" المدير العام في النهار والنقاش في الليل ليتمكن من إعالة أسرته في الأسطي المدير. ثم قام ببطولة فيلم شقة الأستاذ عليوة أمام الممثلة ليلى طاهر عام 1989.
ظلَّ يعمل صلاح ذو الفقار في السينما لآخر يوم في حياته. وقدَّم في تسعينات القرن العشرين فيلم الجريمة لعبة الأشرار للمخرج هنري بركات عام 1991. ثم قام ببطولة الفيلم الدرامي إلا ابنتي عام 1992 عن قصة الأديب إحسان عبد القدوس، وقدَّم شخصية "جميل برهان" الانتهازي الذي يطمح أن يكون وزيرًا في فيلم وزير في الجبس عام 1993 عن قصة الكاتب فتحي غانم. وكانت آخر محطة في مشواره السينمائي عندما ظهر كضيف شرف في الطريق إلى إيلات في شخصية قائد القوات البحرية وقدَّم شخصية "دكتور عبد المنعم"، الطبيب الذي يخبئ الإرهابي الهارب في منزله في الإرهابي للمخرج نادر جلال والذي لم يمهله القدر استكماله، وكلاهما عُرضا بعد وفاته. لعب صلاح ذو الفقار جميع الأدوار وأجاد فيها ولم يخلو أداؤه من خفة الظل.

### المسرح
جذب المسرح صلاح ذو الفقار بقوة من السينما وقام ببطولة مسرحيات عديدة طوال مشواره الفني، وحقق بعضها النجاح الجماهيري ولكنها لم تكن في نجاح أعماله السينمائية والتليفزيونة. كانت أول أعمال ذو الفقار المسرحية هي رصاصة في القلب أمام ليلى طاهر عام 1964 عن رواية الأديب توفيق الحكيم. ثم قام ببطولة روبابيكيا للمخرج فايز حلاوة عام 1967 أمام الممثلة تحية كاريوكا ونبيلة عبيد. في عام 1972 قدَّم ذو الفقار شخصية ابن عم لثلاث عوانس يبحثن عن زوج في عازب وثلاث عوانس. في عام 1979، قام ذو الفقار ببطولة مسرحية زوجة واحدة تكفي للمؤلف "أحمد الإبياري" على مسرح الريحاني وحققت نجاحًا جماهيريًا. ثم قدَّم صلاح ذو الفقار مسرحيات عديدة في فترة الثمانينات منها محترم لمدة شهر في عام 1982 للمؤلف رشاد حجازي. وفي عام 1985 قام ببطولة مسرحية معقول؟ لا معقول أمام الممثلة هدي سلطان ومن إخراج حسن عبد السلام. وكانت آخر أعماله المسرحية هي الزلزال عن رواية الزلزال للكاتب مصطفى محمود عام 1990. تعاون صلاح ذو الفقار في مشواره المسرحي مع مجموعة كبيرة من المخرجين من بينهم المخرجين كمال ياسين وسمير العصفوري وكمال حسين والسيد راضي.

### التليفزيون
قدَّم صلاح ذو الفقار العديد من الأعمال التليفزيونية في مشواره الفني خصوصًا في فترة ثمانينات القرن العشرين. وقام ببطولة أعمالًا عديدة تركت بصمة في تاريخ الدراما المصرية والعربية. مثل مسلسل طائر البحر وعُرض على شاشة التليفزيون المصري في عام 1972 وشاركته بطولته الممثلة سناء جميل. ثم قدَّم مسلسل عودة الروح للمخرج حسين كمال عام 1977 عن رواية عودة الروح الشهيرة للأديب توفيق الحكيم وحقق نجاحًا جماهيريًا عند عرضه على شاشات التليفزيون. وفي ثمانينيات القرن العشرين كان ذو الفقار بدأ التركيز في مجال التليفزيون وقلَّ إنتاجه السينمائي، وفي عام 1980 قدَّم 5 مسلسلات مثل مسلسل راس القط للمخرج إسماعيل عبد الحافظ وقدَّم شخصية الطبيب النفسي في وشاركته بطولته الممثلة ليلى فوزي والممثل عزت العلايلي. ثم قام ذو الفقار ببطولة مسلسلات عديدة على سبيل المثال المسلسل الدرامي رحلة عذاب للمخرج عادل صادق عام 1982 وحقق نجاحًا جماهيريًا عند عرضه على شاشة التليفزيون المصري. ثم قام ببطولة مسلسل المرايا عام 1984 وهو إنتاج عربي مشترك وشاركه في البطولة ممثلون من كل أنحاء الوطن العربي. وقدَّم صلاح ذو الفقار شخصية الأستاذ الجامعي المتمسك بالقيم والمبادئ رغم ضغوط عائلته في المسلسل الدرامي قبل الضياع عام 1984 أيضًا وشاركته بطولته الممثلة هدى سلطان. ثم قام ببطولة مسلسلات عديدة منها المسلسل الديني الأنصار عام 1986. وأشهر أعماله التليفزيونية علي الإطلاق هو مسلسل عائلة الأستاذ شلش عام 1990 والذي حقق نجاحًا جماهيريًا كبيرًا عند عرضه على شاشة التليفزيون المصري. وكان مسلسل العودة الأخيرة عام 1993 هو آخر أعماله التليفزيونية.

### خارج مصر
شارك صلاح ذو الفقار في أكثر من فيلم عالمي أولها فيلم سر أبو الهول (إبتسامة أبو الهول) في عام 1964 وهو فيلم إيطالي وذلك بعد أن رشحه مخرج العمل دوشيو تيساري وتم تصوير الفيلم بالكامل في مصر. وشارك كذلك في فيلم الفرسان وهو فيلم إنجليزي وقام بدور صلاح الدين الأيوبي. آخر مشاركة عالمية لصلاح ذو الفقار كانت أمام الممثلة البريطانية جيرالدين تشابلن في فيلم مكسيكي بعنوان نفرتيتي وأخناتون إنتاج عام 1973 وقام صلاح ذو الفقار بدور حور أم حب وزير الدفاع في عهد الملك أخناتون.
بعد عرض فيلم سر أبو الهول، طلب دوشيو تيساري مخرج الفيلم من صلاح ذو الفقار السفر والاستقرار في إيطاليا والعمل في السينما الإيطالية ولكنه رفض وفضّل الاستمرار في مصر.

## الإنتاج السينمائي
أسس صلاح ذو الفقار شركة إنتاج سينمائي عام 1958 مع شقيقه عز الدين ذو الفقار وهي شركة أفلام عز الدين ذو الفقار وتولّى الجانب الإداري بها وهو ما دعاه لترك عمله في منظمة التضامن لشعوب الدول الأفروآسيوية، وأنتجا في ذلك العام فيلم بين الأطلال والذي أُصدر في عام 1959، وكان ذو الفقار من أبطال الفيلم وقدَّم دورًا أبدع فيه كممثل. واختُير الفيلم في قائمة أفضل مئة فيلم في مئوية السينما المصرية. ثم أنتجا فيلم الرجل الثاني في أواخر عام 1959، من بطولته أمام الممثلين رشدي أباظة وسامية جمال وصباح. وفي العام التالي أنتجا فيلم ملاك وشيطان للمخرج كمال الشيخ عام 1960 من بطولة الممثل رشدي أباظة وظهر فيه صلاح ذو الفقار كضيف شرف. ثم قدَّم فيلم الرباط المقدس عام 1960 للمخرج محمود ذو الفقار من بطولته أمام الممثلين عماد حمدي وصباح. في عام 1962، قدَّم ذو الفقار مع شقيقه عز الدين ذو الفقار فيلم صراع الأبطال للمخرج توفيق صالح عام 1962، وقام ببطولته الممثل شكري سرحان والممثلة سميرة أحمد، وتم اختياره في قائمة أفضل مئة فيلم في مئوية السينما المصرية.
في نفس العام أسس ذو الفقار شركته الخاصة وهي شركة أفلام صلاح ذو الفقار وأنتج ثلاثة أفلام في عام واحد وهم أنا الهارب للمخرج نيازي مصطفى وبطولة الممثل فريد شوقي والممثلة زهرة العلا وفيلم رسالة من امرأة مجهولة للمخرج صلاح أبو سيف وبطولة الممثلة لبنى عبد العزيز والمطرب والممثل فريد الأطرش، وفي عام 1962 أيضًا، أنتج صلاح ذو الفقار فيلم موعد في البرج من بطولته أمام الممثلة سعاد حسني وإخراج شقيقه عز الدين ذو الفقار وجميعها حققت نجاحًا في شباك التذاكر.
كان صلاح ذو الفقار مدافعًا دائمًا عن المرأة في أفلامه وأنتج أكثر من فيلم أنصفوا المرأة المصرية، منها فيلم مراتي مدير عام عام 1966، من بطولته أمام الممثلة شادية ومن إخراج فطين عبد الوهاب والذي أنصف البطلة وسمح أن تكون مديرًا على الرجل وحقق الفيلم نجاحًا جماهيريًا ونقديًا وحصل الفيلم علي جائزة أفضل فيلم من مهرجان المركز الكاثوليكي للسينما عام 1966، وحصل ذو الفقار على جائزة الدولة الأولي في الإنتاج وتم اختيار الفيلم في قائمة أفضل مئة فيلم في مئوية السينما المصرية. وفي نفس العام، أنتج ذو الفقار فيلم 3 لصوص والذي يحكي ثلاث قصص لثلاث لصوص في انتظار الحكم من القاضي وشارك صلاح ذو الفقار بالتمثيل في قصة منهم وهي سارق الدهب أمام الممثلة هند رستم. وفي عام 1969 أنتج ذو الفقار فيلم شيء من الخوف للمخرج حسين كمال وبطولة شادية وأثار ضجة في مصر وتم منع عرضه وشاهده الرئيس جمال عبد الناصر وسمح بعرضه وحقق نجاحًا وتم اختياره أيضًا في قائمة أفضل مئة فيلم في مئوية السينما المصرية.

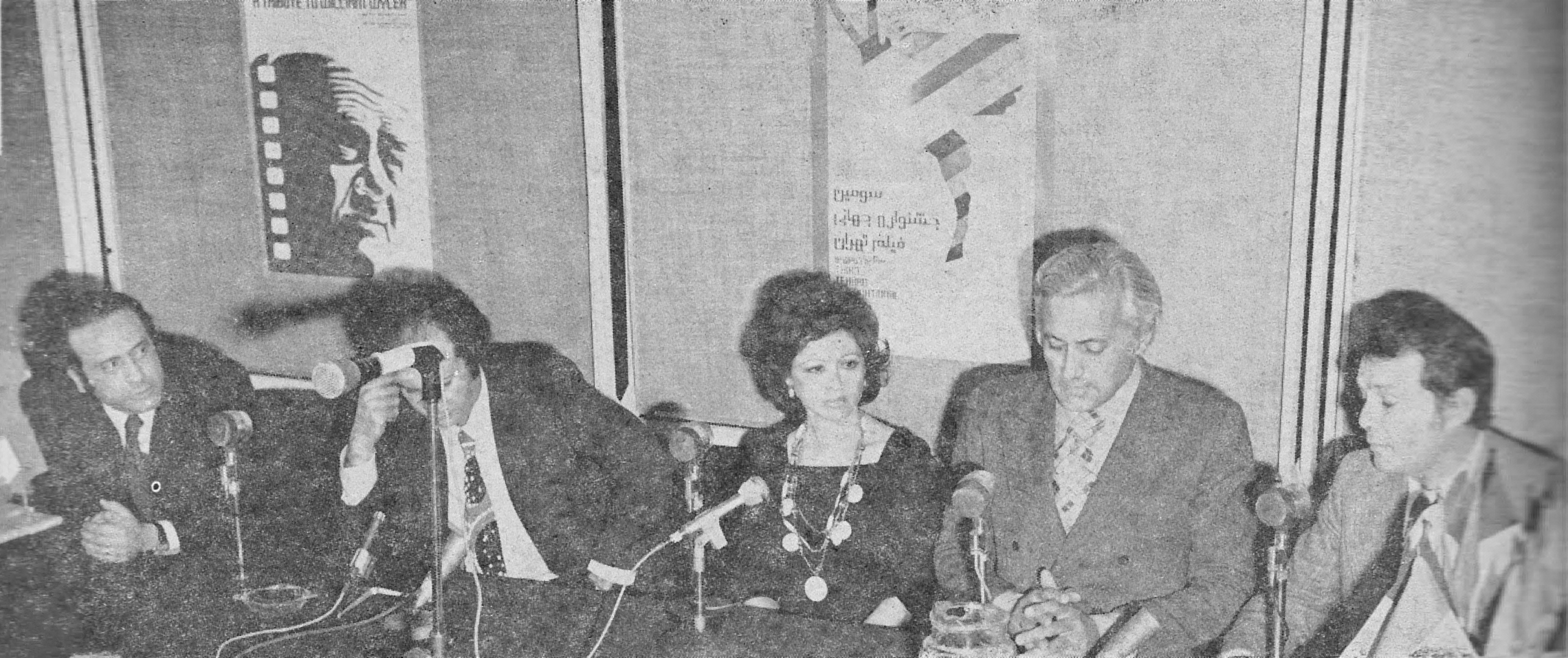
مؤتمراً صحفياً لفيلم أريد حلا في مهرجان طهران السينمائي الدولي الثالث. من اليمين إلى اليسار: صلاح ذو الفقار (المنتج)، منوشهر أنور، فاتن حمامة (البطلة)، سعيد مرزوق (المخرج)، ومترجم مصري، طهران في سنة 1974.

في عام 1972، أنتج ذو الفقار فيلم رحلة عذاب من بطولة ممثلون من مصر وسوريا ولبنان وأُصدر في دور العرض السورية واللبنانية. وشارك كمنتج منفذ في فيلم قصير بعنوان أغنية الموت بطولة الممثلة فاتن حمامة عام 1973 والذي ناقش قضية الثأر في صعيد مصر، وفي نفس العام قدَّم فيلم الرجل الآخر كمنتج منفذ ومن بطولته وشارك في البطولة الممثلون شمس البارودي وزبيدة ثروت وكمال الشناوي وعماد حمدي وحقق نجاحًا في شباك التذاكر. في عام 1975 أنتج صلاح ذو الفقار فيلم أريد حلا، بطولة الممثلة فاتن حمامة وإخراج سعيد مرزوق وحقق نجاحًا جماهيريًا ونقديًا وساهم في تغيير قانون الاحوال الشخصية في مصر في ذلك الوقت لصالح المرأة ونال صلاح ذو الفقار عنه جائزة الدولة الأولى في الإنتاج وتم اختيار هذا الفيلم في قائمة أفضل مئة فيلم في مئوية السينما المصرية.

## العمل النقابي
كان صلاح ذو الفقار صاحب بصمات بارزة في الحركة النقابية المصرية وذلك عندما تولّى منصب وكيل نقابة المهن التمثيلية بعد فوزه في الانتخابات عام 1986، حيث ساهم بشكل كبير في تطوير وتنظيم عمل النقابة وكانت مسئولية المنصب تشغل الكثير من وقته وجهده وساعد في حل مشكلات كثيرة لزملائه الفنانين والفنانات.

## حياته الشخصية
تزوج صلاح ذو الفقار أربع مرات. تزوج من زوجته الأولى السيدة نفيسة بهجت ابنة محمود بك بهجت في عام 1947  وهي أم أبنائه أحمد مراد ومنى،  ومن المعروف عن أبناء صلاح ذو الفقار أنهم لم يشتغلوا في الفن حيث أن ابنه المهندس أحمد ذو الفقار كان رجل أعمال وابنته منى ذو الفقار تعمل محامية دولية. ذو الفقار له ثلاثة أحفاد من أبنائه هم رجل الأعمال كريم ذو الفقار والمهندس صلاح ذو الفقار والمحامية إنجي بدوي. وظلّت أم أولاده وجدة أحفاده على ذمته حتى وفاتها سنة 1988. أما زواجه الثاني فكان من الممثلة زهرة العلا وكان زواجاً لم يستمر طويلا وانتهى بالطلاق. والزوجة الثالثة هي المطربة شادية وتزوجها في عام 1964 وكوّنا معاً ثنائي فني قدما من خلاله العديد من الأفلام السينمائية الناجحة وأنتج لها أكثر من فيلم، وانتهى هذا الزواج بالطلاق بعد 7 سنوات. ثم تزوج من زوجته الأخيرة بهيجة واستمر زواجه منها حتى وفاته.

## التكريم
- مصر: نوط الواجب العسكري من الطبقة الأولى من الرئيس جمال عبد الناصر تقديرًا لدوره الوطني في معارك العدوان الثلاثي عام 1956.[84]
- مصر: وسام الجمهورية في العلوم والفنون من الطبقة الأولى عام 1981.[85]
- مصر: وسام الجمهورية في العلوم والفنون من الطبقة الأولى عام 1990.[86]

## الجوائز

صلاح ذو الفقار يصافح الرئيس السادات

حصل صلاح ذو الفقار على العديد من الجوائز في مشواره الفني، منها:
- جائزة الدولة الأولى في التمثيل عن دوره في فيلم الأيدي الناعمة في عام 1964.
- جائزة الدولة الأولى في التمثيل عن دوره في فيلم أغلى من حياتي عام 1965.
- جائزة الدولة الأولى في الإنتاج عن فيلم مراتي مدير عام في عام 1966.
- جائزة أفضل فيلم في مهرجان المركز الكاثوليكي للسينما عن فيلم مراتي مدير عام في عام 1966.
- جائزة الدولة الأولى في التمثيل عن دوره في فيلم كرامة زوجتي عام 1967.[47]
- جائزة الدولة الأولى في الإنتاج عن فيلم أريد حلّا في عام 1975.
- شهادة تقدير من الرئيس محمد أنور السادات في عيد الفن عام 1979.
- جائزة الدولة الأولى في التمثيل عن دوره في فيلم زيارة سرية عام 1981.
- جائزة الدولة الأولى في التمثيل عن دوره في فيلم الطاووس في عام 1982.[87][88]
- جائزة لجنة التحكيم الخاصة من مهرجان القاهرة السينمائي الدولي عام 1991.[89]
- تكريم عن مجمل أعماله من المهرجان القومي للسينما المصرية في عام 1994.[90]

## أعماله
شارك صلاح ذو الفقار في أكثر من 250 عمل فني سواءً سينمائي، مسرحي، تليفزيوني أو إذاعي. رصيده السينمائي يتخطى المئة فيلم ما بين ممثل أو منتج وعَمِل مع أكثر من جيل من صُنَّاع السينما المصرية وامتد مشواره الفني من عام 1956 وحتى وفاته في عام 1993.

## وفاته
توفي صلاح ذو الفقار يوم الأربعاء 22 ديسمبر 1993 في مستشفى الشرطة بالقاهرة عن عمر يناهز 67 عاماً بعدما أصيب بأزمة قلبية مفاجئة أثناء تصوير فيلم الإرهابي. وشُيِّعَت جنازته بشكلٍ مهيب من مسجد عمر مكرم بميدان التحرير ودُفن في مدافن عائلة ذو الفقار بمنطقة الإمام الشافعي بالقاهرة.

## وصلات خارجية
- صلاح ذو الفقار على موقع IMDb (الإنجليزية)
- صلاح ذو الفقار على موقع الدهليز
- صلاح ذو الفقار على موقع قاعدة بيانات الأفلام العربية
- صلاح ذو الفقار على موقع قاعدة بيانات الفيلم (الإنجليزية)
- صلاح ذوالفقار صاحب الأداء المتميز. وخفة الظل، جريدة الأهرام في 1 فبراير 2012